# کاراملیزاسیون

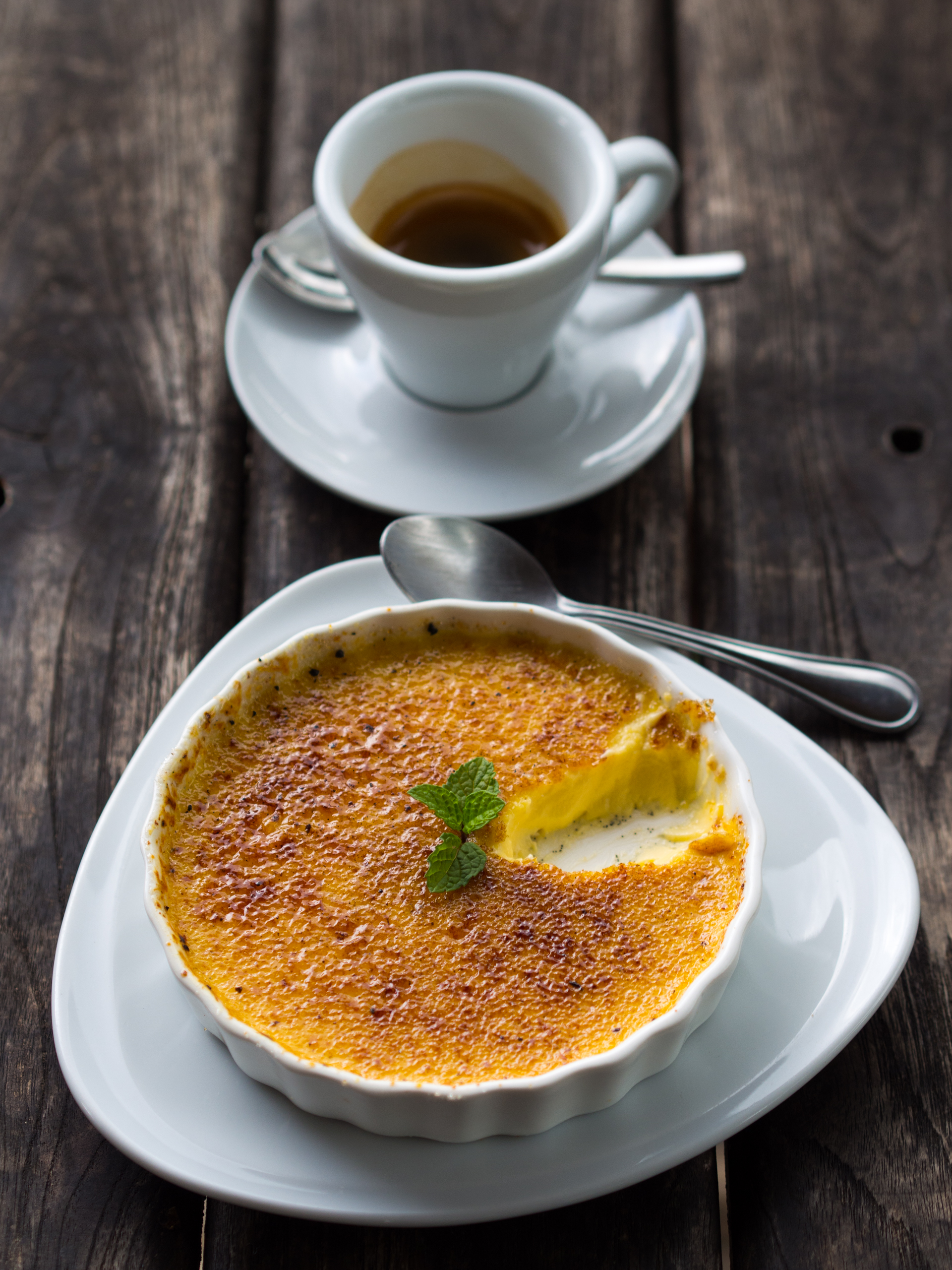
کاراملی شدن روی سطح خارجی کرم بروله

کاراملی‌شدن (به انگلیسی: Caramelization) یعنی وقتی قند را حرارت می‌دهیم، رنگش قهوه‌ای می‌شود و طعم شیرین و کمی تلخ پیدا می‌کند.
این فرایند معمولاً هنگام پختن خوراکی‌هایی مثل شکر، پیاز یا دسرها اتفاق می‌افتد.
کاراملی‌شدن باعث به‌وجودآمدن رنگ، عطر و طعم خاص در غذا می‌شود.
رنگ قهوه‌ای ایجاد شده توسط سه گروه از بسپارها تولید می‌شود: کاراملان (C24H 36O18)، کاراملن (C36H50O25) و کاراملاین (C125H188O80). در طی انجام فرایند، مواد شیمیایی فرار مانند دی‌استیل آزاد می‌شوند که عامل ایجاد عطر و طعم ویژه کارامل هستند.
همانند واکنش میلارد، کاراملی شدن نوعی فرایند قهوه‌ای شدن غیرآنزیمی است. اما برخلاف واکنش میلارد، فرایند کاراملیزه شدن به صورت گرماکافت است، که این شرایط مناسب برای واکنش با اسیدهای آمینه است. زمانی که کاراملیزاسیون شامل دی‌ساکاریدی مانند ساکارز است، ساکارز به مونوساکاریدهایی مانند فروکتوز و گلوکز شکسته می‌شود.

## روند

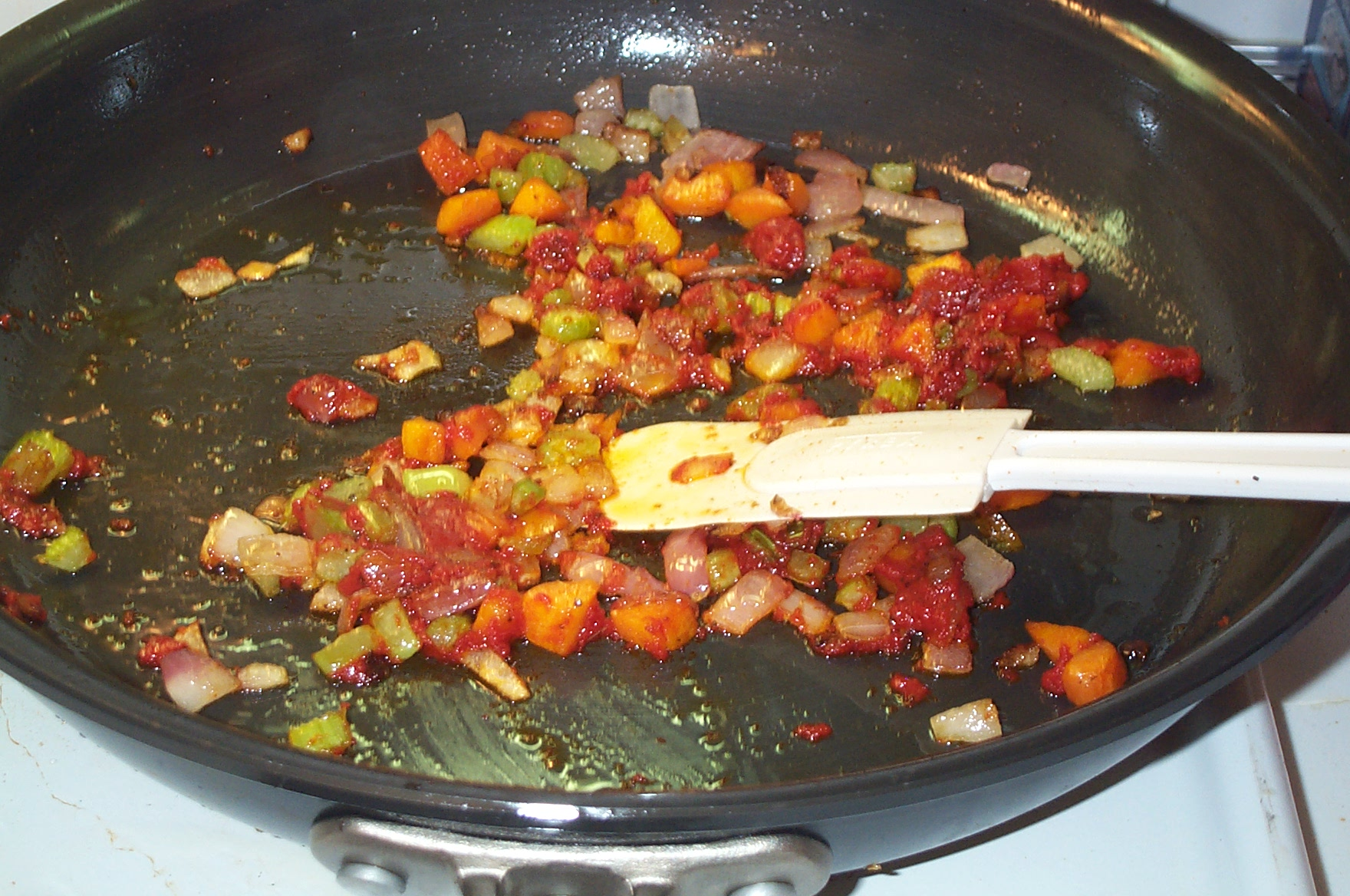
سبزیجات استاک (هویج، پیاز و کرفس) در حال کاراملی شدن

کاراملیزاسیون یک فرایند پیچیده‌است که شیمی آن کمتر فهمیده شده‌است. طی این فرایند صدها ماده شیمیایی تولید می‌شود که تولید آنها، انواع واکنش‌های زیر را شامل می‌شود:
- پیوند درون مولکولی
- واکنشهای تراکمی
- واکنش‌های آب‌گیری
- واکنش قطعه قطعه شدن
- تشکیل پلیمر اشباع نشده
- ایزومریزاسیون آلدوز به کتوز
- وارونگی ساکارز به فروکتوز و گلوکز
- تعادل میان فرم‌های آنومریک و حلقه‌ای

## شرایط مؤثر بر کاراملیزه شدن

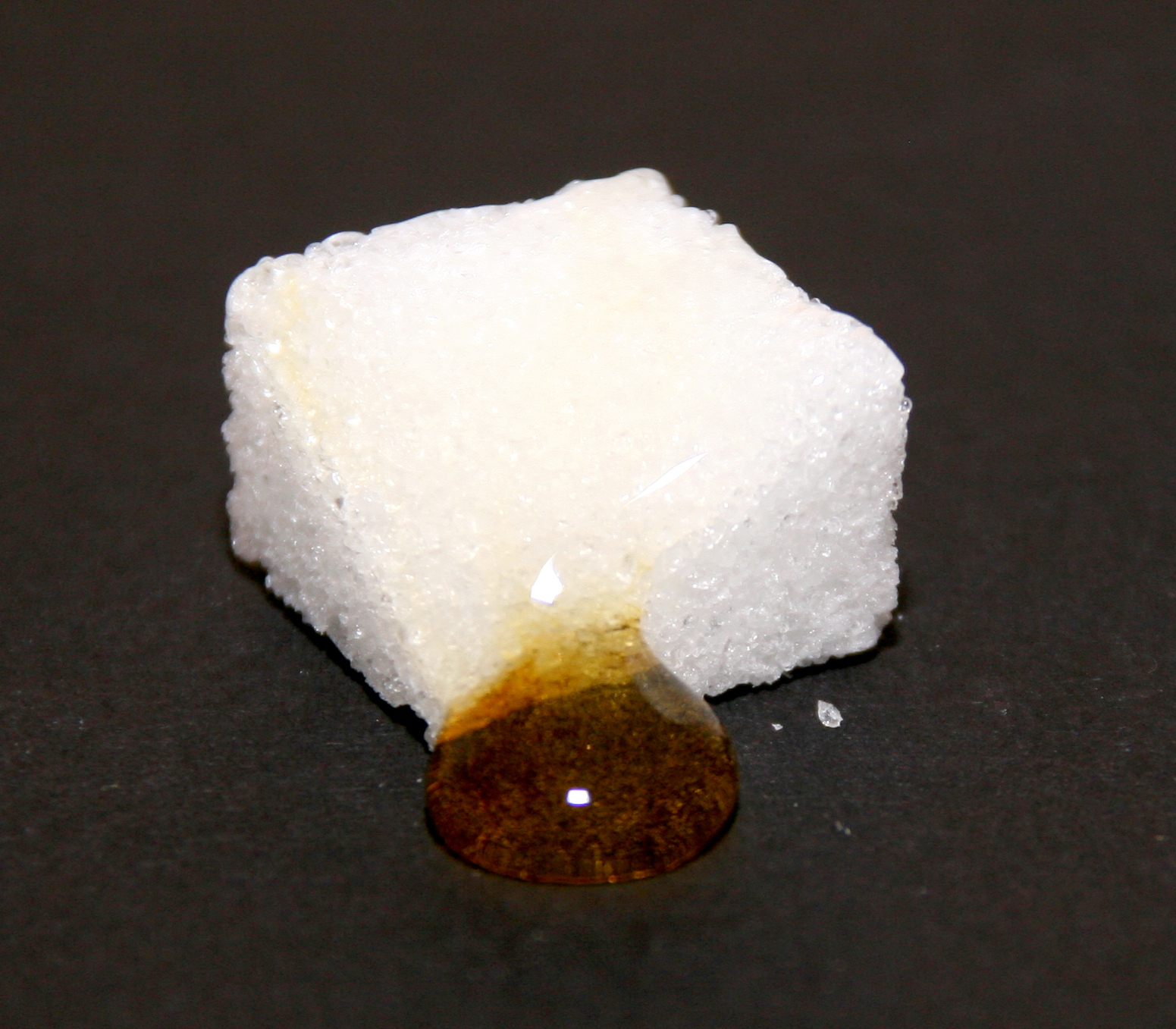
یک تکه قند تا حدی کاراملی شده

روند کاراملی شدن وابسته به دما است. هر ترکیب قندی با توجه به ساتار متفاوتش، دمای خاص خود را برای شروع فرایند کاراملیزاسیون دارد. ناخالصی‌های موجود در قند، مانند ملاس باقی مانده در شکر قهوه‌ای، سرعت انجام کاراملیزاسیون را به سرعت بالا می‌برد.
واکنشهای کاراملیزاسیون همچنین به محیط شیمیایی انجام واکنش وابسته‌اند، و سرعت انجام واکنش یا دمایی که در آن واکنش‌ها به راحتی به پیش می‌روند به راحتی با کنترل سطح اسیدیته (pH) محیط، قابل تغییر است. به‌طور کلی میزان کاراملی شدن در اسیدیته تقریباً خنثی (pH در حدود ۷) در کمترین مقدار خود است. در حالی که در هر دو شرایط اسیدی (خصوصاً pH زیر ۳) و پایه (به ویژه pH بالای ۹) سرعت انجام آن افزایش می‌یابد.
| قند      | درجه حرارت                          |
| -------- | ----------------------------------- |
| فروکتوز  | ۱۱۰ درجه سلسیوس (۲۳۰ درجه فارنهایت) |
| گالاکتوز | ۱۶۰ درجه سلسیوس (۳۲۰ درجه فارنهایت) |
| گلوکز    | ۱۶۰ درجه سلسیوس (۳۲۰ درجه فارنهایت) |
| ساکاروز  | ۱۶۰ درجه سلسیوس (۳۲۰ درجه فارنهایت) |
| مالتوز   | ۱۸۰ درجه سلسیوس (۳۵۶ درجه فارنهایت) |